# Иван Пожаревски
Иван Михайлов Пожаревски (Пожарлиев) е български офицер, полковник.

## Биография
Роден е на 30 януари 1896 година в софийското село Пожарево. Завършва Военното училище през 1917 година. Службата му започва в четиридесет и първи пехотен полк. От 1931 година е помощник-началник на секция в Канцеларията на Министерството на войната. През 1934 година става ротен командир в двадесет и пети пехотен драгомански полк. На следващата година е командир на специална група към същия полк. От 1936 г. е командир на втора преносима дружина, от 1937 г. е командир на преносима група към дружината. През 1941 г. е командир на дружина в десети пехотен полк. От 1942 година е командир на четиридесет и седми пехотен ардински полк. През 1944 година излиза в запас.

## Военни звания
- Подпоручик (1 август 1917)
- Поручик (30 юни 1919)
- Капитан (1926)
- Майор (6 май 1935)
- Подполковник (6 май 1939)
- Полковник (3 октомври 1942)